# Alba Cros
Alba Cros (Palafrugell, 1991) es una directora de cine española. Su ópera prima Les amigues de l'Àgata fue nominada en 2016 al IX Premio Gaudí de la Academia del Cine Catalán. 

## Trayectoria
Alba Cros realizó su Licenciatura en Comunicación Audiovisual por la Universidad Pompeu i Fabra de Barcelona en la promoción de 2014. 
En sus primeros trabajos, Alba Cros formó parte de los equipos técnicos de la película Barcelona nit d'estiu (2013) y del cortometraje A perro flaco (2014).
Posteriormente, junto con un grupo de diez creadoras, Cros codirigió la película Akerman, un record con la que homenajearon a la cineasta belga Chantal Akerman.
Como trabajo de fin de grado realizó la película Les amigues de l'Àgata junto con sus compañeras Laura Rius, Laia Alabart y Marta Verheyen. El guion, la dirección de actrices, cámaras y montajes fue llevado a cabo también por las cuatro directoras.
Les amigues de l'Àgata fue presentada en diversos festivales como el Festival Abycine de Albacete en 2014, el Festival de Cinema d'Autor de Barcelona en 2015 y el Festival de Cinema de Tarragona en 2015. Fue nominada a mejor película en los Premios Gaudí de la Academia de Cine en Catalán.
En febrero de 2018, Les amigues de l'Àgata  participó en la II Muestra de Cine Joven Europeo, celebrada en el Centro Cultural Conde Duque de Madrid y en colaboración con la red EUNIC (European Union National Institutes for Culture). El argumento principal de este programa ha sido apostar por el valor del intercambio y la diversidad cultural, apoyando a los jóvenes y nuevos talentos. Este año se la ha dado especial protagonismo a las mujeres realizadoras y en esta ocasión, el trabajo coral de Alba Cros es la única representación española.
Desde junio de 2021 forma parte de la nueva Junta de la Academia del Cine Catalán, presidida por la directora Judith Colell i Pallarès.
En 2022 actuó en la película La amiga de mi amiga, de Zaida Carmona, en la cual también estuvo a cargo de la fotografía.

## Filmografía
- Les amigues de l’Àgata (2015), Universitat Pompeu Fabra. Dirección, guion y montaje junto a Laura Rius, Laia Alabart y Marta Verheyen
- Akerman, un record (2015). Codirectora
- A perro flaco (2014), Escola Superior de Cinema i Audiovisuals de Catalunya (ESCAC). Equipo técnico
- Barcelona nit d'estiu (2013), Cameo, El Terrat, Filmin et al. Equipo técnico

## Premios
- 2014: Festival de Cine de Albacete: Premio Abycine Indie.[5]
- 2015: Festival de Cinema d'Autor de Barcelona: Premio del público.[6]
- 2015: Festival de Cinema de Tarragona: Premio del Jurado Joven, Mención especial del Jurado.[6]
- 2016: Premios Gaudí de la Academia de Cine en Catalán : Nominada a Mejor película.[7]